# George Harris
Pour les articles homonymes, voir George Harris (homonymie).
George Harris, né le 20 octobre 1949 à Grenade dans les Antilles, est un acteur britannique.

## Filmographie partielle
- 1969 : Les Gladiateurs de Peter Watkins : officier nigérian
- 1980 : Flash Gordon de Mike Hodges
- 1981 : Les Chiens de guerre (The Dogs of War) de John Irvin
- 1981 : Les Aventuriers de l'arche perdue (Raiders of the Lost Ark) de Steven Spielberg
- 1981 : Ragtime de Miloš Forman
- 1981 : Death of a Prophet de Woodie King Jr.
- 1992 : Highlander (série télévisée)
- 1994 : Camilla de Deepa Mehta
- 1996 : Les Voyages de Gulliver (Gulliver's Travels) de Charles Sturridge (téléfilm)
- 2001 : La Chute du faucon noir (Black Hawk Down) de Ridley Scott
- 2004 : Layer Cake de Matthew Vaughn
- 2004 : 55 Degrees North (série télévisée)
- 2005 : 55 Degrees North (série télévisée)
- 2005 : L'Interprète (The Interpreter) de Sydney Pollack
- 2007 : Harry Potter et l'Ordre du phénix (Harry Potter and the Order of the Phoenix) de David Yates
- 2007 : Eye of the Dolphin de Michael D. Sellers
- 2009 : Agora (Agora) de Alejandro Amenábar
- 2010 : The Heavy (The Heavy) de Marcus Warren
- 2010 : Le Cœur de l'océan (Beneath the Blue) de Michael D. Sellers (téléfilm)
- 2010 : Harry Potter et les Reliques de la Mort partie 1 (Harry Potter and the Deathly Hallows) de David Yates
- 2011 : Harry Potter et les Reliques de la Mort partie 2  (Harry Potter and the Deathly Hallows) de David Yates

## Voix françaises
- Tola Koukoui dans :
  - L'Interprète
  - Harry Potter et l'Ordre du phénix
  - Harry Potter et les Reliques de la Mort, partie 1
  - Harry Potter et les Reliques de la Mort, partie 2

Et aussi
- Serge Sauvion (*1929 - 2010) dans Flash Gordon
- Georges Atlas (*1926 - 1996) dans Les Aventuriers de l'arche perdue
- Greg Germain dans Highlander
- Saïd Amadis dans La Chute du faucon noir
- Thierry Desroses dans Layer Cake[1]
- Jean-Bernard Guillard dans MI-5[1] (série télévisée)
- Philippe Dumond dans Agora